# Brian Kobilka
Brian Kent Kobilka (Little Falls, 30 mei 1955) is een Amerikaans wetenschapper, die bekendstaat vanwege zijn werk aan G-proteïnegekoppelde receptoren en waarvoor hij in 2012 de Nobelprijs voor Scheikunde ontving, samen met Robert Lefkowitz.

## Biografie
Kobilka komt uit Minnesota. Zijn grootvader en vader waren bakkers. Aan de Universiteit van Minnesota en de Yale-universiteit studeerde hij biologie en scheikunde. Na zijn werk in het Barnes-ziekenhuis kwam hij in 1980 als postdocs-student terecht in de onderzoekgroep van Robert Lefkowitz aan de Duke-universiteit. In 1989 vertrok Kobilka naar de Stanford-universiteit in Californië, waar hij hoogleraar geneeskunde en moleculaire fysiologie is. Hij ontmoette zijn vrouw Tong Sun Thian op de Universiteit van Minnesota. Het koppel heeft twee kinderen.

## Werk
Onder supervisie van Lefkowitz ontdekte Kobilka in de duizenden genen van het menselijk genoom het specifieke gen dat codeert voor, de door Lefkowitz gevonden, adrenaline-receptor. Uit de genetische code kon hij afleiden dat deze receptor bestaat uit zeven lange spiraalachtige structuren. Net als andere hormoonreceptoren met dezelfde structuur werkt deze adrenaline-receptor samen met G-proteïnes, een groep eiwitten die actief worden als deze getriggerd wordt door een specifieke receptor. Vanwege deze samenwerking, en omdat ze hetzelfde eruitzien, worden deze receptoren G-proteïnegekoppelde receptoren genoemd.
Hun onderzoek naar deze groep receptoren was belangrijk voor de ontwikkeling van nieuwe geneesmiddelen, omdat een groep medicijnen (bètablokkers, antihistaminica) effectief zijn doordat ze ingrijpen op deze receptoren.

## Prijzen
Kobilka heeft deze prijzen ontvangen:
- 2012 - Nobelprijs voor de Scheikunde (gedeeld met Robert Lefkowitz)
- 1994 - John J. Abel Award in Pharmacology van de American Society for Pharmacology and Experimental Therapeutics[2]

1901: Van 't Hoff ·
1902: E. Fischer ·
1903: Arrhenius ·
1904: Ramsay ·
1905: Baeyer ·
1906: Moissan ·
1907: Buchner ·
1908: Rutherford ·
1909: Ostwald ·
1910: Wallach ·
1911: Curie ·
1912: Grignard, Sabatier ·
1913: Werner ·
1914: Richards ·
1915: Willstätter ·
1918: Haber ·
1920: Nernst ·
1921: Soddy ·
1922: Aston ·
1923: Pregl ·
1925: Zsigmondy ·
1926: Svedberg ·
1927: Wieland ·
1928: Windaus ·
1929: Harden, Euler-Chelpin ·
1930: H. Fischer · 
1931: Bosch, Bergius ·
1932: Langmuir ·
1934: Urey ·
1935: F. Joliot-Curie, I. Joliot-Curie ·
1936: Debye ·
1937: Haworth, Karrer ·
1938: Kuhn ·
1939: Butenandt, Ružička ·
1943: Hevesy · 
1944: Hahn ·
1945: Virtanen ·
1946: Sumner, Northrop, Stanley ·
1947: Robinson · 
1948: Tiselius · 
1949: Giauque ·
1950: Diels, Alder ·
1951: McMillan, Seaborg ·
1952: Martin, Synge ·
1953: Staudinger ·
1954: Pauling ·
1955: Vigneaud ·
1956: Hinshelwood, Semjonov ·
1957: Todd ·
1958: Sanger ·
1959: Heyrovský ·
1960: Libby ·
1961: Calvin ·
1962: Perutz, Kendrew ·
1963: Ziegler, Natta ·
1964: Hodgkin ·
1965: Woodward ·
1966: Mulliken ·
1967: Eigen, Norrish, Porter ·
1968: Onsager ·
1969: Barton, Hassel ·
1970: Leloir ·
1971: Herzberg ·
1972: Anfinsen, Moore, Stein · 
1973: E.O. Fischer, Wilkinson · 
1974: Flory ·
1975: Cornforth, Prelog ·
1976: Lipscomb ·
1977: Prigogine · 
1978: Mitchell ·
1979: Brown, Wittig ·
1980: Berg, Gilbert, Sanger ·
1981: Fukui, Hoffmann ·
1982: Klug ·
1983: Taube ·
1984: Merrifield ·
1985: Hauptman, Karle ·
1986: Herschbach, Lee, Polanyi ·
1987: Cram, Lehn, Pedersen ·
1988: Deisenhofer, Huber, Michel ·
1989: Altman, Cech ·
1990: Corey ·
1991: Ernst ·
1992: Marcus ·
1993: Mullis, Smith ·
1994: Olah ·
1995: Crutzen, Molina, Rowland ·
1996: Curl, Kroto, Smalley ·
1997: Boyer, Walker, Skou ·
1998: Kohn, Pople ·
1999: Zewail ·
2000: Heeger, MacDiarmid, Shirakawa ·
2001: Knowles, Noyori, Sharpless ·
2002: Fenn, Tanaka, Wüthrich ·
2003: Agre, MacKinnon ·
2004: Ciechanover, Hershko, Rose ·
2005: Grubbs, Schrock, Chauvin ·
2006: Kornberg ·
2007: Ertl ·
2008: Shimomura, Chalfie, Tsien ·
2009: Steitz, Yonath, Ramakrishnan ·
2010: Heck, Negishi, Suzuki ·
2011: Shechtman ·
2012: Kobilka, Lefkowitz ·
2013: Karplus, Levitt, Warshel ·
2014: Betzig, Hell, Moerner ·
2015: Lindahl, Modrich, Sancar ·
2016: Sauvage, Stoddart, Feringa ·
2017: Dubochet, Frank, Henderson · 
2018: Arnold, Winter, Smith ·   
2019: Goodenough, Whittingham, Yoshino ·
2020: Charpentier, Doudna ·
2021: List, MacMillan ·
2022: Bertozzi, Meldal, Sharpless ·
2023: Bawendi, Brus, Jekimov ·
2024: Baker, Hassabis, Jumper